# 천왕봉로
천왕봉로(Cheonwangbong-ro)는 전북특별자치도 남원시 인월면신촌교차로  와 경상남도 함양군 마천면잇는 도로이다.

## 주요 경유지
전북특별자치도
- 남원시 (인월면 . 산내면)

경상남도
- 함양군 (마천면 . 유림면)

## 노선
| 이름        | 접속 노선                            | 소재지 | 소재지 | 비고                         |
| ----------- | ------------------------------------ | ------ | ------ | ---------------------------- |
| 신촌 교차로 | 국도 제24호선 (황산로)               | 남원시 | 인월면 |                              |
| 인월삼거리  | 인월로                               | 남원시 | 인월면 |                              |
| 도터막재    |                                      | 남원시 | 인월면 |                              |
| 풍천교      |                                      | 남원시 | 인월면 |                              |
| 붉은넉재    |                                      | 남원시 | 인월면 |                              |
| 대정삼거리  | 지방도 제861호선 (지리산로)          | 남원시 | 산내면 |                              |
| (이름없음)  | 대정길                               | 남원시 | 산내면 |                              |
| (이름없음)  | 지방도 제1023호선 (지리산가는길)     | 함양군 | 마천면 |                              |
| 원정교      |                                      | 함양군 | 마천면 |                              |
| 서주교      |                                      | 함양군 | 유림면 |                              |
| (이름없음)  | 지방도 제1001호선 (함양남서로)       | 함양군 | 유림면 | 지방도 제1001호선구간과 중복 |
| 유림삼거리  | 국가지원지방도 제60호선 (동의보감로) | 함양군 | 유림면 | 지방도 제1034호선와 중복     |
| 수유교      |                                      | 함양군 | 유림면 | 지방도 제1034호선와 중복     |
|             | 수동면                               | 함양군 |        | 지방도 제1034호선와 중복     |
| 본통 교차로 | 국도 제2호선 (산청대로)              | 함양군 |        | 지방도 제1034호선와 중복     |

## 주요 건물 및 시설
- GS25 지리산IC점 (천왕봉로 40/인월리 222-1)
- 농협 지리산농협주유소 (천왕봉로 45/인월리 209-15)
- 농협 지리산농협 하나로마트 (천왕봉로 46/인월리 210)
- 롯데택배 지리산대리점 (천왕봉로 108/상우리 384-3)
- 알뜰 지리산관광주유소 (천왕봉로 304/중군리 214-1)
- S-OIL 지리산 산내주유소 (천왕봉로 525/대정리 908-1)
- 남원산내우체국 (천왕봉로 574/대정리 866-2)
- 명보휴게소 (천왕봉로 582/대정리 832-5)
- 산내일성카센터 (천왕봉로 590/대정리 832-6)
- SK에너지 지리산주유소 (천왕봉로 591/대정리 838-2)
- CU 남원지리산정 (천왕봉로 700/대정리 642-2)
- 마천파출소 (천왕봉로 1157/가흥리 527-1)
- 마천우체국 (천왕봉로 1169/가흥리 543)
- 농협 지리산마천하나로마트 (천왕봉로 1172/가흥리 593)
- 농협 지리산마천농협 (천왕봉로 1172/가흥리 593)
- CU 함양마천점 (천왕봉로 1194/가흥리 307-3)
- 유림파출소 (천왕봉로 2883/화촌리 310-3)
- 유림초등학교(천왕봉로 2927/화촌리 472)